# 1637 Swings
1637 Swings è un asteroide della fascia principale del diametro medio di circa 45,15 km. Scoperto nel 1936, presenta un'orbita caratterizzata da un semiasse maggiore pari a 3,0703092 UA e da un'eccentricità di 0,0452705, inclinata di 14,10973° rispetto all'eclittica.
L'asteroide è dedicato all'astrofisico belga Pol F. Swings (1906-1983), presidente dell'Unione Astronomica Internazionale e importante studioso dello spettro delle comete.